# Millennium bug

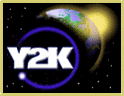
Logo ufficiale

Il Millennium bug, noto anche come Y2K bug, fu un difetto informatico che si manifestò al cambio di data tra il 31 dicembre 1999 e il 1º gennaio 2000 in alcuni sistemi di elaborazione dei dati.
Previsto ed anticipato con molto allarmismo da parte dell'opinione pubblica, il problema si rivelò poi di facile gestione grazie alle misure precauzionali adottate nei tre anni precedenti.

## Funzionamento
Il Millennium bug nasceva dal fatto che, per rappresentare le date, diversi pacchetti software sviluppati a partire dagli inizi dell'informatica utilizzavano soltanto due cifre decimali per memorizzare l'anno, le quali potevano assumere valori compresi tra "00", corrispondente al 1900, e "99", corrispondente al 1999; in questo modo, al raggiungimento dell'anno 2000 le conseguenze sarebbero state imprevedibili.
Il Millennium bug fu quindi una conseguenza del fatto che i primi sistemi informatici disponevano di una ridotta quantità di byte di memoria, cosa che induceva i programmatori a risparmiare sul numero di cifre per la rappresentazione delle date. Era quindi chiaro fin da subito che procedendo in questo modo ci sarebbe stata una criticità al termine dell'anno 1999, ma si scelse di dare per scontato che, con il passare dei decenni, i pacchetti software sarebbero stati completamente aggiornati.

## Storia

### Origini della scoperta
La prima menzione storica del Millennium bug è avvenuta il 19 gennaio 1985 da parte di un tale Spencer Bolles, durante una discussione su uno dei primi newsgroup, noto come net.bugs, della rete di computer Usenet. Bolles affermava che un suo amico programmatore gli aveva comunicato di aver notato che il suo computer, quando tentava di elaborare date contenenti l'anno 2000, restituiva invece il numero 1900.
La questione, tuttavia, non venne trattata a livello internazionale e mondiale fino al 1997, quando la Gartner portò il problema all'attenzione della stampa. Secondo l'agenzia di consulenza, infatti, il bug, a partire dal 31 dicembre 1999, avrebbe causato non pochi problemi nei grandi sistemi informatici di imprese, ministeri ed enti pubblici, a spese di disoccupati, anziani e contribuenti; soprattutto questi ultimi sarebbero rimasti duramente colpiti, in quanto i processori dei computer che gestivano pensioni e tasse erano tra i più antiquati. Secondo le prime statistiche almeno il 50% dei calcolatori distribuiti nella civiltà occidentale non erano "2000-compatibili".

### Inizio delle precauzioni

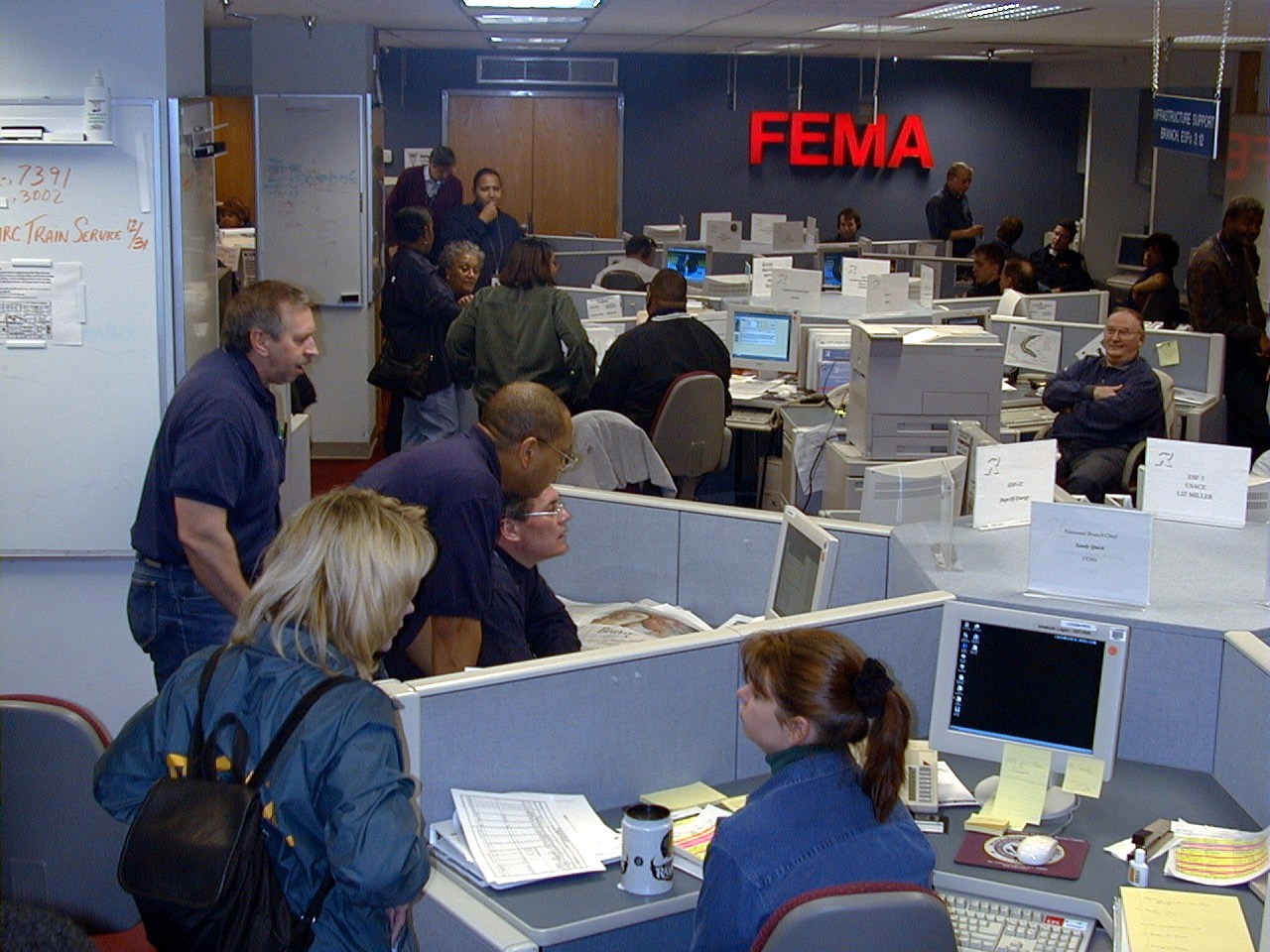
Squadra della FEMA pronta ad intervenire durante la serata del 31 dicembre 1999

Il vero allarme però arrivò dall'Unione europea nei primi mesi del 1998. Preoccupata soprattutto per la concomitanza temporale del problema con l'introduzione dell'euro, prevista per la fine del millennio, l'UE iniziò a spingere per la creazione di una commissione dedicata alla sicurezza, alla sorveglianza ed alla risoluzione del bug informatico. Nel giro di pochi mesi il bug arrivò all'attenzione dell'opinione pubblica, grazie alla spinta subita dai mezzi di comunicazione di massa, come la stampa e, soprattutto, Internet. Nonostante gli annunci ufficiali che i governi e le aziende dei principali paesi si stavano adoperando e stavano investendo ingenti somme di denaro per risolvere il bug, iniziarono a moltiplicarsi su Internet, tramite i blog, gruppi di pressione di stampo millenarista e apocalittico, che predicavano l'arrivo della fine del mondo e suggerivano alla popolazione di trovare riparo in bunker che li avrebbero salvati dalla catastrofe incombente.
Tolto l'eccessivo allarmismo, però, era chiaro che ormai lo Y2K bug veniva preso in maniera piuttosto seria; in contrasto alle speculazioni apocalittiche, molte aziende fornivano supporto per permettere agli utenti di verificare di persona se i propri apparecchi informatici potessero incappare nel problema ed eventualmente di risolverlo. Aziende come IBM, Intel, Compaq e Olivetti realizzarono programmi per la verifica dei computer, permettendo di capire se essi erano "2000-compatibili", mentre la Symantec rilasciò il pacchetto "Norton Utilities" per risolvere il problema; molte riviste specializzate, inoltre, rilasciarono supporti contenenti patches per correggere il difetto.
Anche in Italia, ormai, il fenomeno era arrivato all'attenzione pubblica, spesso rinominato come baco del millennio; secondo uno studio condotto dall'Università commerciale Luigi Bocconi, nel 1999, circa 19 aziende italiane su 100 erano ancora esposte al rischio del bug e risultavano in ritardo sulla tabella di marcia per correggerlo. L'Unione internazionale delle telecomunicazioni, facente parte delle Nazioni Unite, accusò Telecom Italia di essere in ritardo sulle preparatorie di adeguamento per contrastare il problema. Ernesto Bettinelli, uno dei principali promotori delle misure di sicurezza italiane per lo Y2K bug (il Comitato Anno 2000), si dichiarò insoddisfatto delle precauzioni attuate sul sistema sanitario e sistema dei trasporti e criticò il Governo D'Alema I, al potere in Italia all'epoca, ed affermando: «Non so fino a che punto abbiano capito che se qualcosa va male c'è un'intera classe dirigente che se ne va a casa».
In base alle stime del 1999, non solo il settore secondario e quello terziario erano a rischio del millennium bug, ma anche quello primario; secondo l'Organizzazione delle Nazioni Unite per l'alimentazione e l'agricoltura, infatti, il bug avrebbe rischiato, per effetto indiretto, di ripercuotersi pesantemente sulle informazioni dell'andamento del mercato e della rete di distribuzione, sia di importazione che di esportazione. Nel luglio 1999, il primo ministro del Regno Unito Tony Blair dichiarò iniziata l'Operation Surety per la sorveglianza militare e poliziesca del Regno Unito durante la notte tra il 31 dicembre e il 1º gennaio: circa 2 000 soldati di una task force specializzata, di cui la metà proveniente da un ritiro dalla guerra del Kosovo, avrebbero avuto il compito di sorvegliare le strade del Paese, intervenendo se necessario , ed aerei e navi, rispettivamente della Royal Air Force e della Royal Navy, sarebbero stati stanziati per la sorveglianza aerea e marittima.
Se da un lato il problema dell'anno 2000 stava assumendo proporzioni sempre più marcate come preoccupazione collettiva, dall'altro fu utilizzato anche come fonte di profitto tramite il gioco d'azzardo. Su Internet, infatti, venne aperto un sito web allibratore che permetteva di puntare e scommettere su quali eventi si sarebbero verificati a causa del millennium bug; tra gli eventi ritenuti possibili vi erano il fallimento della Federal Reserve System, un gravissimo incidente aereo con centinaia di morti e l'apertura dell'indice azionario Dow Jones della borsa di New York con un ribasso di oltre 200 punti.
Prima ancora però che il millennium bug potesse colpire, un altro difetto, di minore entità, venne previsto per il 9 settembre 1999: secondo alcune analisi, infatti, alcuni programmi nei personal computer che avrebbero indicato tale data come "9999" e non come "090999" avrebbero potuto incontrare un crash informatico. In questo caso, però, per via della scarsa diffusione di programmi di questo tipo, non ci furono segnalazioni di tale problema.
Nei mesi di novembre e dicembre 1999 si verificarono diversi eventi correlati al millennium bug. Le prime prove della realtà del difetto informatico arrivarono già il 28 novembre: il tribunale di Filadelfia emanò documenti per la selezione della giuria con data impostata al gennaio 2000, ma essi vennero stampati con data gennaio 1900. La conferma che il problema era ormai reale e concreto portò nel mese di dicembre molte compagnie aeree a svolgere diverse simulazioni di "emergenza-millennium bug" a sorpresa negli aeroporti; a queste prese parte anche Alitalia nell'aeroporto di Roma-Fiumicino, oltre che Air France, British Airways e Swissair. Altri tipi di precauzioni furono prese negli Stati Uniti d'America, dove nelle prime 3 settimane di dicembre la vendita di armi da fuoco ebbe un aumento di circa il 15%, con la scusa dell'emergenza.

### Passaggio da 1999 a 2000

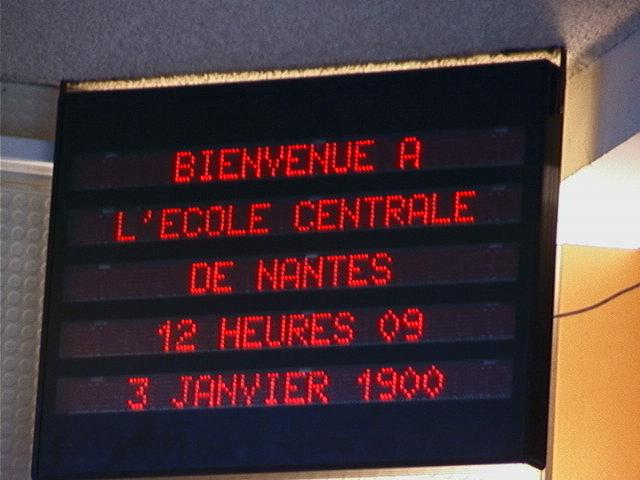
Tabellone dell'università di Nantes che il 3 gennaio 2000 riporta la data del 3 gennaio 1900

Allo scoccare del 1º gennaio 2000, il millennium bug non fece effettivamente tutti i danni che l'allarmismo generale e apocalittico aveva pronosticato; sebbene Italia, Russia e Stati Uniti d'America confermassero una situazione dei sistemi principali piuttosto tranquilla, si invitarono comunque le istituzioni a mantenere alta l'attenzione. Nelle ore successive arrivarono le prime segnalazioni che il millennium bug si era verificato: negli Stati Uniti i sistemi informatici del United States Naval Observatory riportarono la data 1º gennaio 1900 e un centinaio di slot machine nel Delaware andarono in tilt; in Giappone alcuni sistemi di raccolta delle informazioni di volo rilevarono diverse falle e la centrale nucleare di Onagawa ebbe problemi di raffreddamento; in Australia il sistema di convalida dei biglietti degli autobus non funzionò; in Spagna e Corea del Sud si ebbero diversi problemi con tribunali che riportavano documenti datati 1900; nel Regno Unito vi furono problemi nel trasferimento di denaro con alcune carte di credito. Non mancarono problemi anche in Italia: a Napoli, Venezia, Genova e Foggia diversi sistemi informatici restituirono problemi di datazione e alcune fatture di Telecom Italia riportarono l'anno 1900.
Nei primi giorni di gennaio del 2000 Bill Gates, fondatore e capo di Microsoft, espresse la propria opinione sul bug invitando a non abbassare la guardia riguardo a futuri problemi, che avrebbero potuto creare disagi nel breve e lungo periodo. Questo fu, tuttavia, quanto il millennium bug si lasciò alle spalle, e non vi furono ulteriori complicazioni eccetto una: nel 2014 venne segnalata una versione alterata del bug, in quanto lo stato federato della Pennsylvania inviò richieste stampate relative al servizio militare a circa 14 000 persone, informandole che la mancata comunicazione delle credenziali di reperibilità in caso di chiamata alle armi era punibile con una sanzione e con una pena detentiva; la datazione di tali avvisi aveva però scambiato le nascite tra il 1993 ed il 1997 con quelle tra il 1893 ed il 1897.
Sebbene considerato immune al Millenium bug, anche l'Iphone dimostra qualche incertezza sul cambio data di nascita a cavallo dell'anno 2000.

## Studi sociologici
Nonostante il millennium bug non abbia comportato alcuna apocalisse o fine del mondo ma solo alcuni problemi circoscritti e risolti nell'arco di poco tempo senza conseguenze nefaste, molti sono stati gli studi alla base del fenomeno. Secondo alcuni di questi, condotti da Alberto Abruzzese, il millennium bug ha avuto la necessità di essere rappresentato ed annunciato come un «passaggio traumatico», una «scadenza mondiale» a cui generalmente molte culture reagiscono, seppur in maniera diversa, ma con natura millenaristica. Dal punto di vista economico e della cultura degli Stati Uniti d'America capitalistica, invece, la necessità del millennium bug nasce anche dal bisogno di attivare risorse e metterle in azione, riuscendoci nel minacciare la civiltà occidentale con un crash informatico, per produrre e smuovere investimenti nell'industria del software.
Anche secondo altri studi il millennium bug è stato più simbolico che altro, simboleggiando la paura dovuta all'arrivo di un nuovo secolo e di un nuovo millennio, avvolto nelle tenebre, nell'incertezza, in una verità perduta. Il millennium bug è quindi un esempio di vulnerabilità umana, che ha facilmente travolto i mezzi di comunicazione di massa, portando i governi mondiali e miliardi di cittadini che stavano per intraprendere una nuova era a spendere tempo, energia e denaro in frenetica corsa che poi si è dimostrata essere costruita nell'esagerazione.

## Cultura di massa
- Nel quarto episodio dell'undicesima stagione de I Simpson ("La Paura fa Novanta X") il Millenium Bug è parte integrante delle vicende, ambientate in un Duemila distopico e futuristico; l'evento dà il via ad un cortocircuito dei sistemi informatici, provocando un tragicomico cataclisma globale.
- Palesi riferimenti al Millenium Bug sono presenti nel film The Palace di Roman Polański.
- Nel film Il migliore dei mondi di Maccio Capatonda il protagonista si ritrova in un universo parallelo in cui, a causa del Millennium Bug e del caos creatosi successivamente, il progresso viene vietato a livello globale, "congelando" la tecnologia al 1999.
- Il secondo album degli Psicologi è intitolato Millenium Bug, con la presenza anche di una deluxe edition intitolata Millenium Bug X.
- Nel videogioco e poi serie d'animazione Steins;Gate, il Millenium Bug viene nominato più volte e in una linea temporale alternativa, risolto da Suzuha Amane.
- Il film Y2K, diretto e co-scritto da Kyle Mooney, immagina uno scenario alternativo in cui il Millenium Bug scatena la tecnologia contro gli esseri umani.
- Nel terzo episodio de I Griffin (La fine del mondo), Peter rinchiude la famiglia durante il 31 dicembre 1999 poiché aveva il terrore del Millennium Bug, che nell'episodio, causa la fine del mondo. Dopo la fine del mondo, la famiglia Griffin viaggia fino a Natick, per trovare la fabbrica dei Twinkie, che, come citato da Peter, sono gli unici alimenti in grado di sopravvivere ad un'apocalisse nucleare. Con il ritrovamento della fabbrica, i Griffin ed i loro vicini fondano Nuova Quahog, ma, dopo l'acquisto di armi non approvato dalla città, Peter e la sua famiglia vengono cacciati da Nuova Quahog.